# Анашкино (Новгородская область)
Анашкино — деревня в Мошенском районе Новгородской области России. Входит в состав Долговского сельского поселения.

## География
Деревня расположена в восточной части района. Расстояние до села Мошенское — 46 км, до деревни Долгое — 14 км. Находится на восточном берегу озера Великое. Ближайший населённый пункт — деревня Бережок (900 метров на юг).

## История
На трёхвёрстной топографической карте Фёдора Шуберта, изданной в 1879 году, обозначена деревня Анашкина. Имела 14 дворов.
До революции деревня входила в состав Долговской волости Боровичского уезда. По состоянию на 1911 год в Анашкино имелось 19 дворов, 33 жилых строения и проживало 123 человека. Основными занятиями населения были земледелие и рыболовство.

## Население
| 2010 |
| ---- |
| 9    |

Население по переписи 2002 года — 18 человек.
Согласно результатам переписи 2002 года, в национальной структуре населения русские составляли 100 % от жителей.